# William Accambray
William Accambray (Cannes, 8 aprile 1988) è un pallamanista francese.
Ha vinto la medaglia d'oro olimpica nella pallamano con la nazionale maschile francese alle Olimpiadi 2012 svoltesi a Londra.
Inoltre con la sua nazionale ha conquistato anche due campionati mondiali (2011 e 2015) e un campionato europeo (2014).
Per quanto riguarda la sua carriera nei club, ha militato nel Montpellier HB dal 2008 al 2014 (precedentemente nelle giovanili dal 2005), mentre dal 2014 fa parte della rosa del Paris Saint-Germain.